# المحجة فیما نزل فی القائم الحجة
کتاب المحجة فیما نزل فی القائم الحجّة، تألیف سید هاشم بحرانی از علمای قرن دوازده قمری، شامل آیاتی است که در مورد امام عصر در قرآن آمده‌است. مؤلف کتاب احادیثی را که ذیل این آیات آمده، جمع کرده‌است. این آیات مشتمل بر صد و بیست آیه می‌باشد که از سوره بقره آغاز می‌شود و به ترتیب سوره‌ها و آیات به سوره عصر ختم گردیده‌است. وی این کتاب را پس از تفسیر البرهان تدوین نموده، بطوریکه تفصیل بعضی از روایات را به آن محوّل می‌نماید.